# Jednořadka
Jednořadka (Nostoc) je rod sinic, které tvoří kulovité nebo beztvaré kolonie složené z vláken růžencovitých buněk v rosolovitém obalu. Umí fixovat dusík. Tvoří akinety. V půdě většinou kolonie není příliš výrazná, ale po dešti se zformuje v nápadnou slizovitou masu, o které si dříve lidé mysleli, že spadla z nebe (proto anglické názvy fallen star a star jelly).
Nostoc roste na vlhkých skalách, na dně jezer a kaluží, ale vzácně ve slané vodě. Někdy také Nostoc žije symbioticky uvnitř tkání rostlin, například ve vodní kapradince z rodu Azolla, v hlevíkách, v krytosemenné rostlině Gunnera či exotických cykasech. Těmto druhům Nostoc dodává potřebný dusík. Tvoří také zvláštní druh arbuskulární mykorhizy s houbou Geosiphon pyriformis.

## Druhy

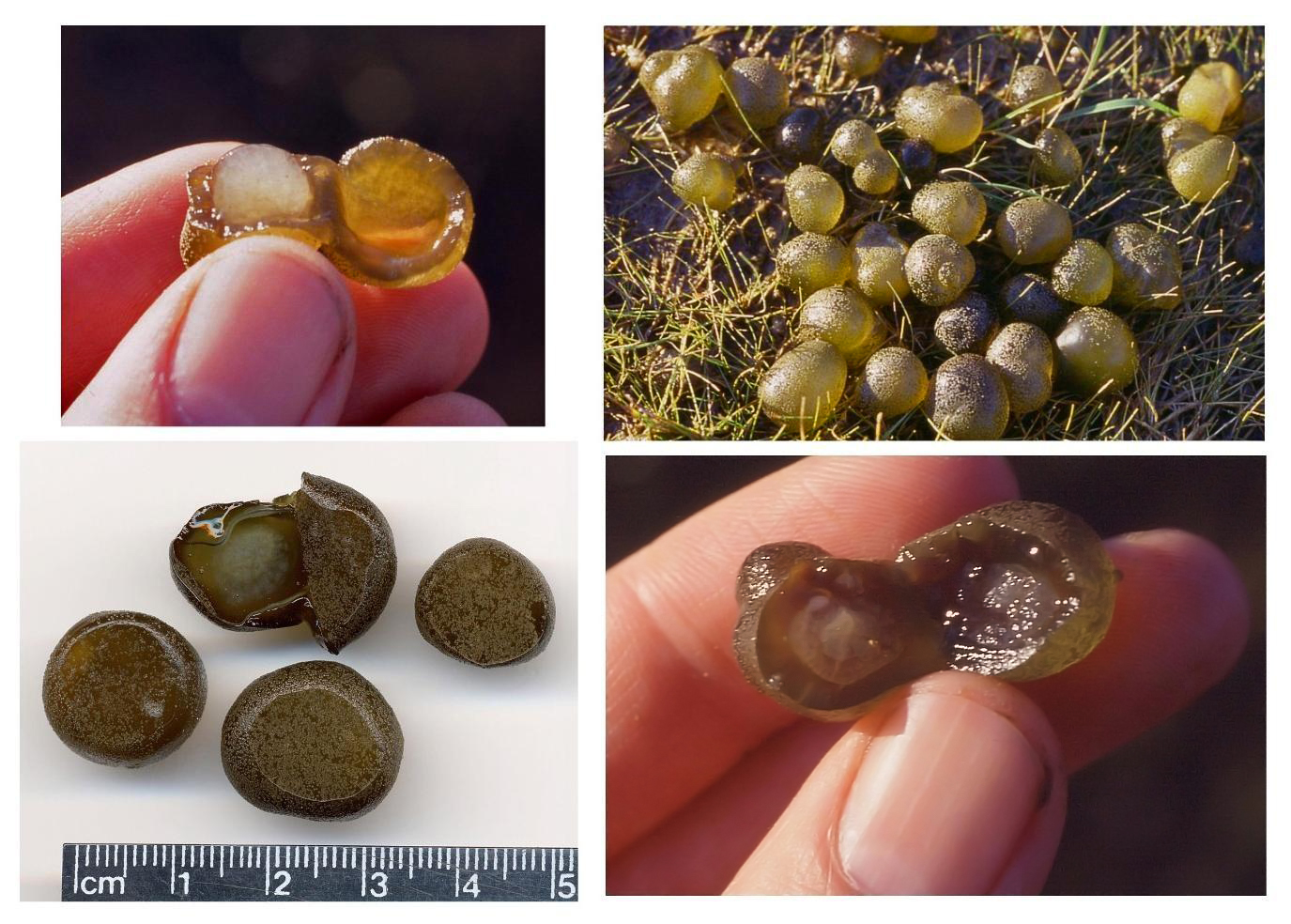
Nostoc pruniforme

- N. azollae
- N. caeruleum
- N. carneum
- N. comminutum
- N. commune
- N. ellipsosporum
- N. flagelliforme
- N. linckia
- N. longstaffi
- N. microscopicum
- N. muscorum
- N. paludosum
- N. pruniforme
- N. punctiforme
- N. sphaericum
- N. sphaeroides
- N. spongiaeforme
- N. verrucosum

## Synonyma
- Amorphonostoc (Elenkin, 1936)
- Echeverriopsis (Kufferath, 1929)
- Hormosiphon (Kützing, 1943)
- Linckia (Wiggers, 1780)
- Monormia (Berkeley, 1832)
- Polycoccus (Kützing, 1841)
- Sphaeronostoc (Elenkin, 1936)
- Stratonostoc (Elenkin, 1936)
- Undina (Fries, 1825)[1]